# Allium serra
Allium serra là một loài thực vật có hoa trong họ Amaryllidaceae. Loài này được McNeal & Ownbey mô tả khoa học đầu tiên năm 1977.